# 玉溪堂
玉溪堂為陳氏支脈之一，潁川陳氏之後代。

## 來由
「玉溪」為一地名(溪流名)，位於中國福建省福州長樂市鶴上鎮北面，為龍溪支流，上建有「玉溪橋」，旁有「玉溪國小」。
此處陳氏為大姓之一，先祖來自河南光州固始，在此落地開枝散葉，陳氏族人遂以此處「玉溪」為宗族脈流之名，稱「玉溪陳氏」、「玉溪陳」，亦有稱「鶴上陳」。「玉溪」遂成為此處陳氏之郡望堂號，稱「玉溪堂」。
綜觀華人地區陳氏族人郡望多記「潁川」，玉溪陳氏屬於潁川陳氏之支流，而對「玉溪」之情更甚「潁川」。玉溪陳氏後裔於其族人先祖神位、先祖墳墓及今人造墓之墓碑亦書「玉溪」二字於其上，不採「潁川」。
其族裔布及長樂本市、馬祖列島北竿島芹壁村及南竿島牛角村及海內外等。

## 族譜
玉溪陳氏上承「潁川陳氏」，初祖上溯周朝舜帝之後裔胡公滿。世代修有陳氏宗譜，陳氏先祖入閩定居長樂市鶴上鎮，明代弘治年間陳德隆撰有〈玉溪陳氏譜序〉，序末落款玉溪陳氏第廿世孫。

## 玉溪陳氏名人
- 陳湯銘：第二十五世陳湯銘公，生於明朝萬曆25年（丁酉年、西元1597年)，明末清初武舉人。傳說其急公好義，誅惡官，攜妹逃出海，為水軍追捕，不願受俘而自沉於海，大體漂至馬祖列島白犬島(今西莒島)[2]，因其顯異化跡，受西莒島村民立廟奉祀，居民稱「威武陳將軍」。後神蹟傳至長樂鶴上玉溪陳氏族人，遂於清乾隆十八年前往馬祖西莒島迎請分靈，回長樂鶴上建立「湯銘公祠」[3]。「威武陳將軍」後封為「威武陳元帥」[4]，其廟址位於馬祖莒光鄉的西莒島青帆村，為陳元帥之祖廟，據莒光鄉公所、馬祖資訊網載其分靈遠布浙江大陳島、馬祖南竿島、臺灣高雄鳳山、屏東及海外華裔移民地區。
- 陳寶琛：字伯潛，號陶庵，為清朝末帝溥儀之老師。屬玉溪陳氏螺江支脈，所撰《三修族譜》云：「吾螺之分支於陳店，而上溯玉溪」。
- 陳貴忠：馬祖北竿鄉人，曾任連江縣北竿鄉鄉民代表、連江縣議會第四屆副議長、連江縣議會第五屆議長、連江縣議會第一至六屆縣議員。[5]
- 陳敬忠：馬祖北竿鄉人，曾任陸軍總部參謀副組長、總司令辦公室主任，1992年奉命擔任訪華瓜地馬拉總統榮譽侍從官、1999年再膺訪華巴拉圭總統榮譽侍衛長，任連江縣副縣長。[6]